# Rangoni Motorsport
Rangoni Motorsport est une écurie de sport automobile italienne fondée en 2004 par Mirko, Luca et Michael Rangoni.

## Historique
L'écurie est fondée en 2004 par Mirko, Luca et Michael Rangoni. Après avoir participée au championnat Superstar Series, l'écurie s'engage en Le Mans Series dans la catégorie LMP1, à partir de 2011, avec un prototype hybride : une Zytek 09SH. Elle est motorisée par le V8 Zytek ZG348 et sera pilotée par Thomas Biagi, Luca Rangoni et  Ferdinando Geri,,,,.
L'écurie est initialement inscrite à la première manche des Le Mans Series : les 6 Heures du Castellet. Mais elle n'y est finalement pas présente. L'écurie manque également les 1000 Kilomètres de Spa.
En 2011, l'écurie est présente sur la liste officielle des engagées aux 24 Heures du Mans, mais en tant que suppléant,.